# Julia Sebutinde
Julia Sebutinde (Entebbe, 28 februari 1954) is een Oegandees rechtsgeleerde en rechter. Tussen 1991 en 1996 herschreef ze de apartheidswetten van Namibië en van 2005 tot 2011 was ze rechter van het Sierra Leonetribunaal. Sinds februari 2012 is ze rechter voor het Internationale Gerechtshof.

## Levensloop
Sebutinde studeerde rechtsgeleerdheid aan de Universiteit van Makerere in de hoofdstad Kampala en behaalde hier haar Bachelor of Laws in 1977. Bij het Law Development Centre in Oeganda behaalde ze in 1978 nog een postacademisch diploma in juridische praktijk.
Vervolgens werkte ze van 1978 tot 1990 voor het Ministerie van Justitie. Ook tijdens haar loopbaan bleef ze zich bijscholen, waaronder in 1983 in wetsontwerp aan de Universiteit van Colombo en in 1998 in alternatieve conflictoplossing aan de Universiteit van Nevada. Aan de universiteit van Edinburgh behaalde ze in 1990 daarbij haar titel van Meester in de rechten op het gebied van internationaal recht en mensenrechten.
Tijdens haar loopbaan op het ministerie tot 1990 werd ze benoemd tot eerste officier van justitie en was ze eerste juridisch adviseur van het parlement. Verder was ze juridisch adviseur voor een aantal multilaterale en internationale comités. Zo stelde ze onder meer de verdragsteksten op van de Common Market for Eastern and Southern Africa (COMESA) en van de Intergovernmental Authority on Drought and Development (IGADD). Ook leverde ze meerdere academische essays af op het gebied van internationaal recht, rechtvaardigheid, vrouwenrechten, corruptie en oorlogsmisdaden.
Na de onafhankelijkheid van Namibië van Zuid-Afrika in 1990, werkte ze van 1991 tot 1996 als wetgevend raadsvrouwe voor het land en werd ze verantwoordelijk voor het schrijven van amendementen en wijzigingen van de apartheidswetten. Daarnaast kreeg ze de opdracht om Namibische wetsontwerpers op te leiden. Tussen 1999 en 2002 maakte ze deel uit van drie onderzoekscommissies die de beschuldigingen natrokken in haar eigen land van corruptie bij de belastingdienst, politie en het leger.
Vanaf 1996 was ze rechter van het Hoger Gerechtshof voor burgerlijke en strafzaken van Oeganda, de op twee na hoogste rechtbank van het land. Verder was ze van 2005 tot en met 2011 rechter bij het Sierra Leonetribunaal en leidde onder meer de zaak tegen de voormalige Liberiaanse president Charles Taylor.
Sinds februari 2012 tot naar planning 2021 is ze rechter voor het Internationale Gerechtshof in Den Haag.

## Erkenning
In 2009 werd ze door de Universiteit van Edinburgh geëerd met een eredoctoraat voor haar bijdrage op het gebied van internationaal recht en mensenrechten. Verder werd ze opgenomen in verschillende selecte juridische verenigingen en was ze van 1996 tot 2011 Goodwill Ambassador voor het Bevolkingsfonds van de Verenigde Naties (UNFPA).
Verder ontving ze onder meer de volgende onderscheidingen en vereringen:
- 2000: Een van de Top 100 Africans of the Year, in de Africa Almanac 2000;
- 2001: Special Award van de Uganda Law Society voor haar moedige en voorbeeldige bijdrage in de bevordering van rechtvaardigheid in Oeganda;
- 2004: Good Samaritan Award tijdens het congres van Advocates International (AI);
- 2006: Lifetime Achievement Award van de Uganda British Alumni Association (UBAA).

- Gemeinsame Normdatei: 1251905579
- International Standard Name Identifier: 0000 0004 1661 1826
- Library of Congress Control Number: no2013084652
- Virtual International Authority File: 305047266
- WorldCat: E39PBJwmWCFdD6KKd6bwHYR7pP